# نهاية عدن
نهاية عدن (بالإنجليزية: The End of Eden)‏ هو فيلم وثائقي بيئي عرض عام 1986 أظهر فيه صانع الأفلام الجنوب أفريقي ريك لومبا (1950-1994) التدهور السريع للنظم البيئية في إفريقيا. حيث تناول إدخال تربية الماشية وصناعة لحوم البقر في المناظر الطبيعية في جنوب إفريقيا بشكل بارز في الفيلم كمصدر أساسي للدمار على الأرض.
وينتقد الفيلم بشدة سياسات البنك الدولي والبنوك الدولية الأخرى في مناصرة وتمويل مشروعات الزراعة الصناعية وتربية الماشية الأفريقية في محاولة لتعزيز الاقتصادات الأفريقية. يصور بشكل بياني مبيدات الآفات المحظورة المستخدمة لمحاولة القضاء على ذبابة التسي تسي ، التي يصفها بأنها آخر معقل للدفاع عن البرية ضد زحف الحضارة ، وما ينتج عن ذلك من تآكل ورعي جائر . تم تصوير جزء منه بواسطة طائرة خفيفة الوزن استخدمها للاقتراب من هذه المناطق.
ويعرض الفيلم مقابلات مع الأشخاص العاملين في مجال الحفظ وصيد الطرائد الكبيرة وتخفيف الجوع والزراعة بالإضافة إلى بعض البدائل المستدامة اقتصاديًا وبيئيًا مثل زراعة الحياة البرية .
الفيلم الوثائقي من تأليف وإخراج ريك لومبا ، وإنتاج ريك لومبا للإنتاج ، ورواه الممثل الأمريكي جيف فولجر.
قام البنك الوطني الأول بتمويل الفلم وعرض على شاشات التلفزيون لمدة ثلاث سنوات متتالية ، ولم يعرض بعدها لأسباب تبقى مجهولة.

## روابط خارجية
- نهاية عدن على يوتيوب
- السينما ودراسات السينما بوتسوانا